# Disturbia (film)
Disturbia er en amerikansk thrillerfilm fra 2007 instrueret af D.J. Caruso og produceret af Ivan Reitman og Steven Spielberg. Filmen er stærkt inspireret af Alfred Hitchcocks Rear Window og har Shia LaBeouf i hovedrollen. 

## Medvirkende
- Shia LaBeouf
- Sarah Roemer
- Aaron Yoo
- David Morse
- Carrie-Anne Moss
- Matt Craven
- Rene Rivera
- Jose Pablo Cantillo
- Viola Davis